# Ксеније
Ксеније (грч. xénia) су поклони за госте. Код римског песника Марцијала то је наслов XIII књиге његових епиграма; „Ксеније“ је наслов и Гетеових и Шилерових епиграма (1797) против изопачености у ондашњој немачкој књижевности. Ксеније је такође и термин који може да се односи на кратке стихове духовите или сатиричне садржине.